# Льянса
Льянса́ (кат. Llançà, исп. Llansá) — муниципалитет в Испании, входит в провинцию Жирона в составе автономного сообщества Каталония. Муниципалитет находится в составе района (комарки) Альт-Эмпорда. Занимает площадь 27,98 км². Население — 5 214 человек (на 2010 год).

## История города Льянса
В северной части побережья Коста Брава (исп. Costa Brava) в Каталонии находится небольшой по площади, но с богатой многовековой историей города Льянса (Llanса). Удалённость от Барселоны и от модных курортов располагает ехать на отдых в этот городок тем, кто предпочитает спокойный отдых.

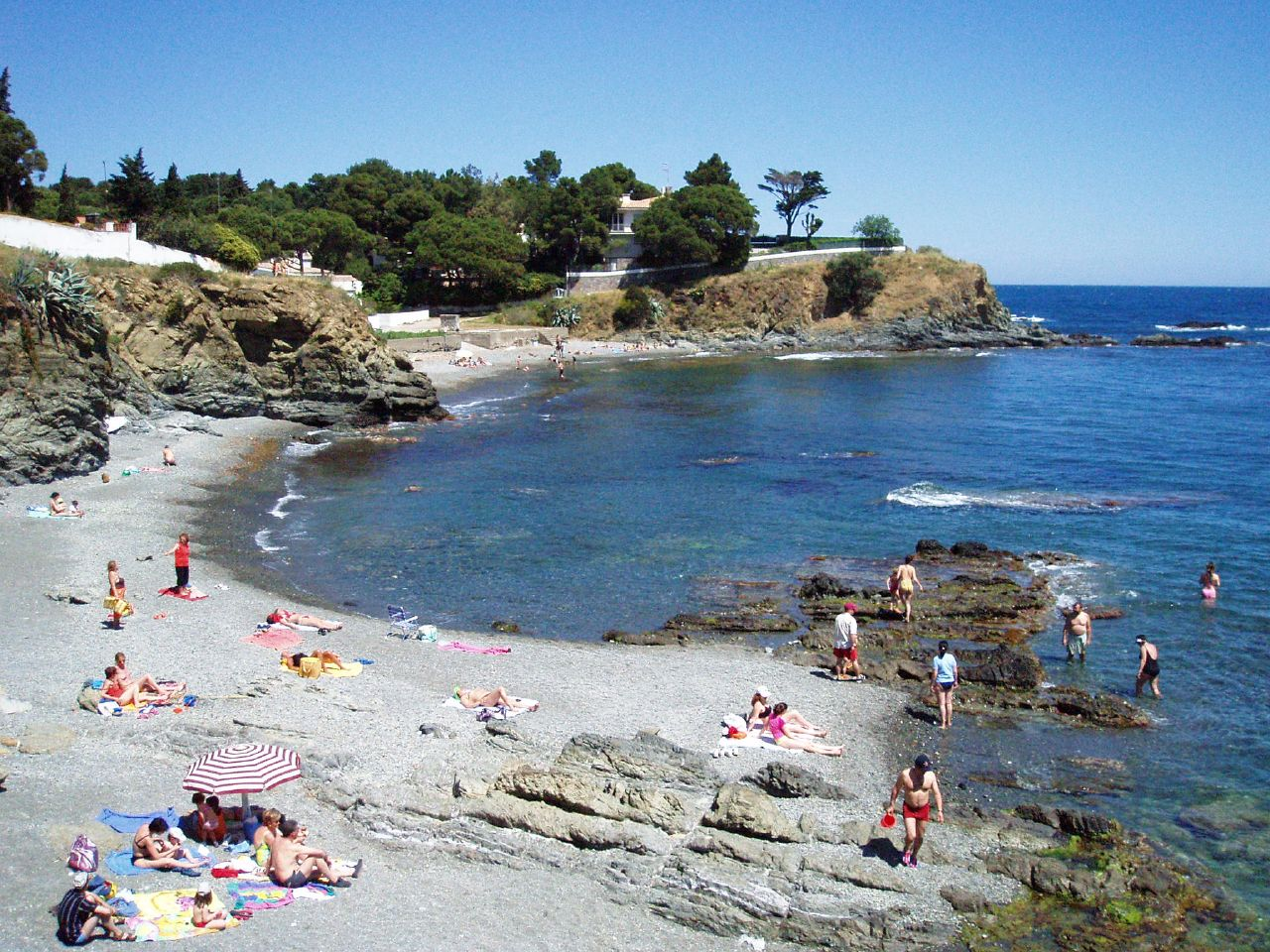
Пляж Льянса

## Отдых в городе Льянса
В первую очередь в Льянса привлекает спокойный ритм жизни вкупе с шикарным пейзажем города, как бы сошедшим с холстов великих художников: кристально чистая вода у береговой линии соседствует с опушкой величавого соснового бора.
Однако и любители активного отдыха найдут здесь возможность заняться подводным плаванием и охотой, пешими и велосипедными прогулками, а также смогут отдохнуть на пляжах, 2 из которых имеют в своём арсенале такую награду как «Голубой флаг», присуждаемый за создание условий безопасного отдыха и чистоту воды.
Кстати, именно в окрестностях Льянса расположен пляж, являющийся местом сбора нудистов со всей Европы. В Льянасе созданы все условия для плодотворных занятий такими водными видами спорта как виндсёрфинг, парусный спорт, гребля на байдарках.

## Достопримечательности города Льянса

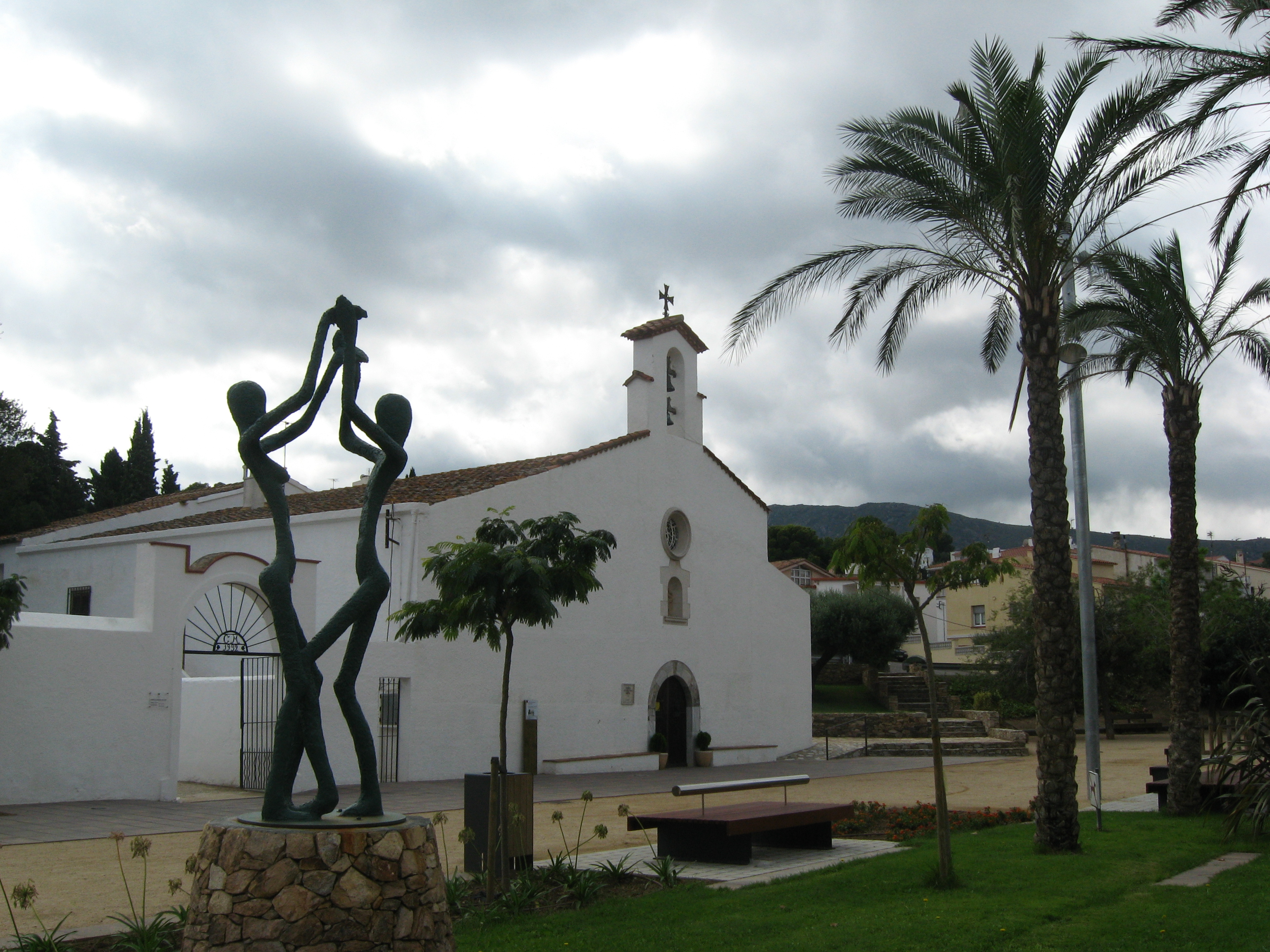
Часовня в порту города

Не оставит равнодушным город и тех, кто предпочитает тихие прогулки и знакомство с достопримечательностями, которые представлены архитектурными шедеврами, например, Романская башня 13 века (torre romanica), единственно уцелевшая на месте церкви Святого Винсента (esglesia Sant Vicen;) и отреставрированная в 18 веке.

## Праздники в городе Льянса

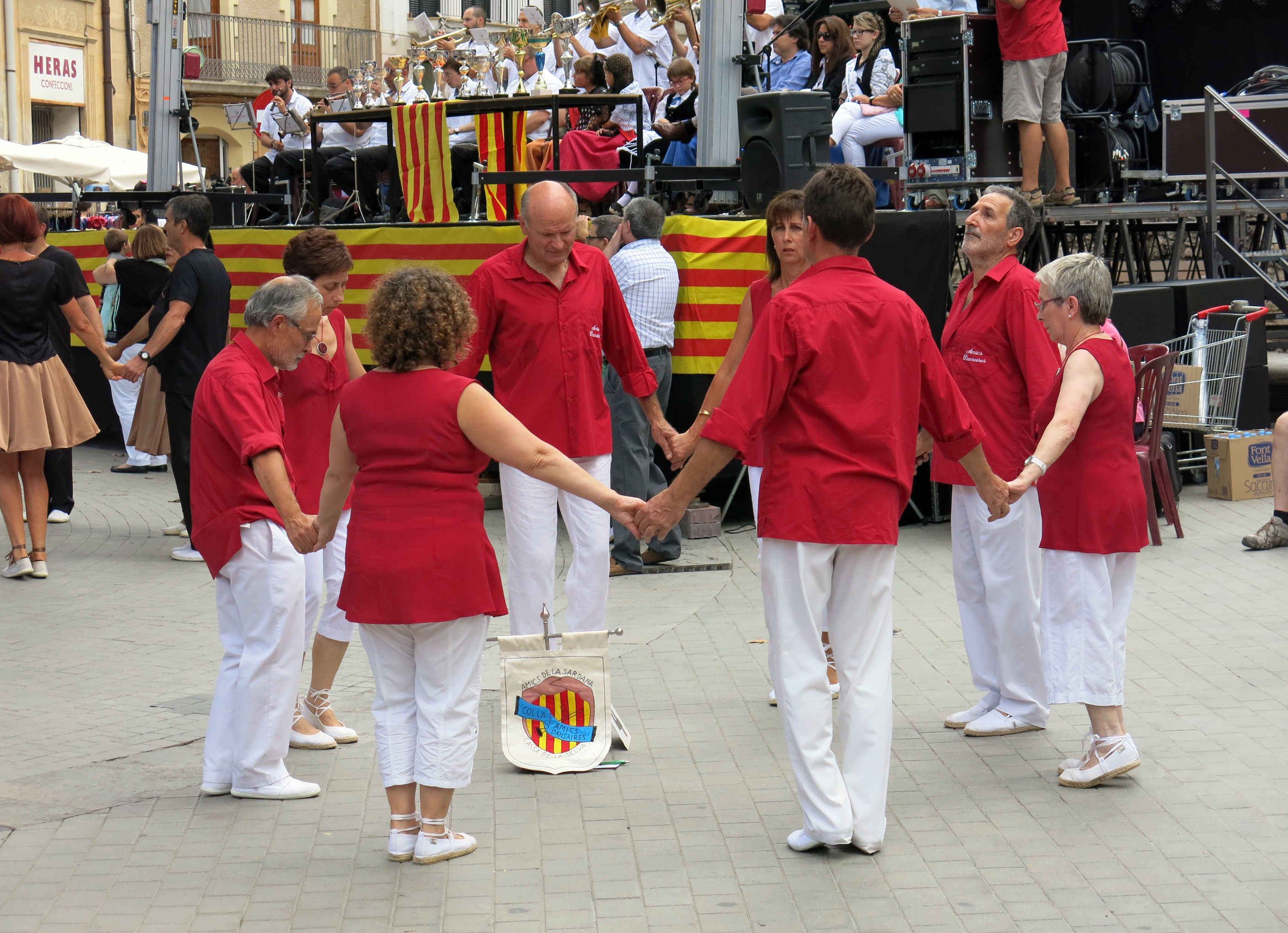
Праздники в Льянса

Праздники и фестивали в Льянасе проводятся практически круглый год. К примеру, в январе здесь празднуют Святого Винсента (Festa major de Sant Vicen), а в июне есть возможность попасть на Гастрономические дни (Jornades gastron) и отведать блюда из рыбного меню, предоставляемые всеми ресторанами города.

## Население
| Год  | Численность | Численность   |
| ---- | ----------- | ------------- |
| 1717 | 522         | [ 3 ]         |
| 1787 | 1322        | [ 3 ]         |
| 1857 | 1763        | [ 3 ]         |
| 1860 | 1879        | [ 3 ]         |
| 1877 | 2216        | [ 3 ]         |
| 1887 | 1813        | [ 3 ]         |
| 1900 | 1829        | [ 3 ]         |
| 1910 | 1954        | [ 3 ]         |
| 1920 | 2164        | [ 3 ]         |
| 1930 | 2021        | [ 3 ]         |
| 1936 | 2103        | [ 3 ]         |
| 1940 | 1832        | [ 3 ]         |
| 1945 | 1787        | [ 3 ]         |
| 1950 | 1713        | [ 3 ]         |
| 1955 | 1680        | [ 3 ]         |
| 1960 | 1859        | [ 3 ]         |
| 1965 | 2433        | [ 3 ]         |
| 1970 | 2682        | [ 3 ]         |
| 1975 | 2997        | [ 3 ]         |
| 1981 | 3001        | [ 3 ]         |
| 1986 | 3410        | [ 3 ]         |
| 1991 | 3500        | [ 3 ]         |
| 2001 | 4078        | [ 4 ]         |
| 2002 | 4129        | [ 5 ]         |
| 2003 | 4232        | [ 6 ]         |
| 2004 | 4205        | [ 7 ]         |
| 2005 | 4371        | [ 8 ]         |
| 2006 | 4611        | [ 9 ]         |
| 2007 | 4862        | [ 10 ]        |
| 2008 | 5082        | [ 11 ]        |
| 2009 | 5209        | [ 12 ]        |
| 2010 | 5214        | [ 13 ]        |
| 2011 | 5140        | [ 14 ]        |
| 2012 | 5105        | [ 15 ]        |
| 2013 | 5018        | [ 16 ]        |
| 2014 | 4970        | [ 17 ]        |
| 2015 | 4985        | [ 18 ]        |
| 2016 | 4934        | [ 19 ]        |
| 2017 | 4796        | [ 20 ]        |
| 2018 | 4868        | [ 21 ] [ 22 ] |
| 2019 | 4836        | [ 23 ]        |
| 2020 | 4775        | [ 24 ]        |
| 2021 | 4842        | [ 25 ]        |
| 2022 | 4905        | [ 26 ]        |
| 2023 | 4839        | [ 27 ]        |
| 2024 | 4943        | [ 2 ]         |